# Družstevná pri Hornáde
Družstevná pri Hornáde (in ungherese Hernádszentistván) è un comune della Slovacchia facente parte del distretto di Košice-okolie, nella regione di Košice.